# Дьяченко, Геннадий Павлович
Генна́дий Па́влович Дьяче́нко (12 мая 1938, Одесса — 6 декабря 2010, Одесса) — мастер спорта и заслуженный тренер СССР по гребле на байдарках и каноэ (1973).

## Биография
В 1960 году закончил факультет физвоспитания Одесского пединститута им. К.Д. Ушинского, чрезвычайно много и активно тренировался, находясь в рядах Добровольного Спортивного Общества «Локомотив», становился призёром чемпионатов Украины, СССР, ВЦСПС по гребле. Был удостоен звания мастер спорта СССР. Воспитал 3-кратного чемпиона мира Анатолия Кобрисева, олимпийскую чемпионку Юлию Рябчинскую и других интересных гребцов, достойно представлявших Одессу на чемпионатах Украины, СССР, Европы и мира.
Стремясь сохранить в сердцах ветеранов спорта и молодёжи память о Юлии Рябчинской, воспитать патриотов, Дьяченко основал и возглавил Благотворительный фонд её имени, готовил и проводил Мемориалы Юлии Рябчинской на инициированном им и его коллегами-железнодорожниками Гребном канале на 14-м километре Овидиопольского шоссе, мечтая создать там Олимпийский центр по гребле на байдарках и каноэ.
Создал музей спортивной славы Одесщины, на самых видных страницах которого представлены выдающиеся спортсмены Одесщины — медалисты Олимпийских игр, чемпионатов мира, Европы, СССР, Украины. Не оказались забыты и наставники этих рыцарей спорта — их тренеры, а также меценаты спорта.
Большое внимание Геннадий Павлович уделял ветеранам спорта, организуя для них встречи в музее, в спорткомплексе «Олимпиец» и других общественных местах. Для многих сотен школьников, студентов проводил встречи возле музейных экспонатов, рассказывая массу занимательных историй из своей жизни спортсмена и тренера.
Галерея портретов выдающихся спортсменов Одесщины, созданная благодаря Дьяченко, в разные периоды украшала улицу Богдана Хмельницкого, аллею возле Дворца спорта и манежа «Олимпиец» и, наконец, городской стадион «Спартак».
Совет ветеранов спорта, созданный и возглавленный Геннадием Павловичем, неоднократно оказывал поддержку как самим спортсменам, так и их наставникам, тренерам.

## Награды
- Орден Трудового Красного Знамени,
- Почётная грамота Президиума Верховного Совета УССР.
- Звание "Заслуженный тренер СССР"

## Знаменитые воспитанники
- Юлия Рябчинская — олимпийская чемпионка 1972 года, чемпионка мира 1971 года, заслуженный мастер спорта СССР (1972).
- Анатолий Кобрисев — 3-кратный чемпион мира.